# Callyspongia diffusa
Callyspongia diffusa är en svampdjursart som först beskrevs av Ridley 1884.  Callyspongia diffusa ingår i släktet Callyspongia och familjen Callyspongiidae. Inga underarter finns listade i Catalogue of Life.